# Étienne du Perche (mort en 1205)
Étienne du Perche, mort le 14/17 avril 1205, est un noble et croisé français. Il est partisan des Plantagenêts dans le conflit qui les oppose à la couronne de France et détient des fiefs de leur part. Fils cadet, il gouverne le comté du Perche au nom de son père et de son frère pendant leur absence en croisade. Il rejoint lui-même la quatrième croisade en 1202 et se rend en Terre Sainte. Il se rend ensuite dans l'Empire latin et est nommé duc de Philadelphie en Asie mineure en 1204. Il meurt au cours d'une bataille contre les Bulgares.

## Biographie

### Jeunesse
Né avant 1173, Étienne est le second des cinq fils du comte Rotrou IV du Perche et de son épouse Mathilde, fille de Thibaut, comte de Blois et de Chartres. Il porte le nom de son oncle, Étienne, archevêque de Palerme. Ses jeunes frères entrent au service de l'Église.
Son père et son frère aîné, Geoffroy III, rejoignent la troisième croisade en 1189. Pendant leur absence, Étienne partage l'administration du comté avec le sénéchal Warin de Lonray. Après le retour de Geoffroy en 1192 ou 1193, Étienne l'accompagne en Angleterre. Il est parfois considéré qu'Étienne et Geoffroy se sont partagé entre eux le Perche, mais ceci est le résultat d'une mauvaise lecture d'un document datant de 1202.
Vers 1200, Étienne donne aux Templiers des terres qu'il possède à Arponnel, ainsi que dans les gâtines boisées situées entre Chartres et Thiron-Gardais.

### Au service des anglo-normands
Au début des années 1190, Étienne détient des droits sur une partie des revenus de l'exploitation des manoirs de Rivray, Montlandon et Nonvilliers, des moulins de La Poterie, ainsi que des salines de Nogent-le-Rotrou. En 1195, il entre au service du roi Richard Ier d'Angleterre, qui est également duc de Normandie. Il reçoit des arriérés de paiement de l'Échiquier de Normandie jusqu'en 1200. À un certain moment avant 1198, Étienne se voit accorder le contrôle temporaire des terres de Foulques d'Aunou dans l'Hiémois. En août 1198, Étienne est avec Richard à Orival. Peu de temps après, en 1198, Richard accorde à Étienne un fief d'argent et ce dernier se bat pour le compte de Richard pendant la guerre qui l'oppose à la France cette année-là.
En juillet 1200, le roi Jean d'Angleterre, successeur de Richard, nomme Étienne châtelain de Châteauneuf-sur-Sarthe, dans le comté d'Anjou. Étienne doit cependant renoncer à la concession royale des terres qu'il a reçues à Chambois, où il récolte les bénéfices d'un prêteur juif qu'il a fait venir d'Île-de-France. Ces terres sont transmises à Guillaume le Maréchal. En automne 1201, lorsque le roi Jean retourne en Anjou après un séjour dans le duché d'Aquitaine, Étienne se porte garant de l'accord conclu entre Jean et l'un de ses plus puissants vassaux angevins, Juhel III de Mayenne, qui avait soutenu le rival de Jean pour le trône, Arthur de Bretagne, en 1199.

### Quatrième croisade
En 1200, Geoffroy, le frère d'Étienne, rejoint la quatrième croisade. Il passe la majeure partie des deux prochaines années à se préparer, mais meurt juste avant Pâques 1202. Parmi ses pieux actes de préparation, figure l'octroi d'une charte à la cathédrale du Mans, promettant la protection comtale de ses biens situés à Courgenard dans le Perche. Étienne jure de respecter la promesse de Geoffroy au Mans. Il s'engage dans la croisade en janvier 1202, date à laquelle il hypothèque ses propriétés de Langeais afin de couvrir ses dépenses. Geoffroy, sur son lit de mort au Theil, confie à Étienne le commandement du contingent percheron. En mai 1202, le roi Jean se porte garant d'un prêt accordé à Étienne par les Templiers et les Hospitaliers. Entre la mort de son frère et son départ, Étienne semble avoir repris le contrôle du comté du Perche. Après son départ, Mathilde de Saxe, la veuve de Geoffroy, assume la régence au nom de son fils mineur, Thomas.
En juin, Étienne et le contingent percheron rejoignent le principal rassemblement des forces françaises ayant lieu à Chartres. Il effectue plusieurs donations religieuses avant son départ, dont la dotation d'une messe de requiem commémorative en sa mémoire qui sera célébrée chaque année dans la cathédrale de Chartres à l'anniversaire de sa mort. En juin, il confirme également la dotation par sa belle-sœur d'un requiem annuel en souvenir de son frère. Il voyage probablement en compagnie de son cousin, le comte Louis Ier de Blois.
Étienne se rend sur le lieu de rassemblement à Venise en octobre 1202, mais est physiquement incapable de partir avec l'armée. Son navire, le Violet, coule peu après avoir quitté le port et on ne sait pas si Étienne est blessé dans le naufrage ou s'il ne se trouve pas à bord en raison d'une maladie. De cette manière, il évite le siège controversé de Zara en novembre. En mars 1203, il décide de ne pas rejoindre l'armée principale et se rend dans le sud de l'Italie avec Rotrou de Montfort et Yves de La Jaille, d'où ils naviguent directement vers la Terre Sainte, peut-être dans la même flottille ou le même navire que Simon de Montfort.

### Baron en Grèce
Ce n'est qu'après le sac de Constantinople qu'Étienne rejoint l'armée croisée afin d'aider cette dernière à défendre ses conquêtes. Il revient de Terre Sainte accompagné de Renaud de Montmirail. En 1204, après la partition du territoire de l'Empire byzantin par les Croisés, le nouvel empereur, Baudouin Ier, accorde à Étienne le duché de Philadelphie, situé en Asie mineure, en tant que fief impérial. Il est peu probable que ce fief soit, en partie ou dans son intégralité, sous le contrôle des croisés à cette époque,. Néanmoins, Étienne distribue des fiefs à ses propres vassaux au sein de son duché. L'octroi d'un fief important et autonome, comme l'indique le terme « duché », est une indication qu'Étienne est considéré comme faisant partie des croisés de premier rang. Le véritable souverain de Philadelphie, Théodore Mancaphas, est vaincu par le régent impérial, Henri de Flandre, lors de la bataille d'Adramýttion, le 19 mars 1205, ce qui entraîne une brève mise sous contrôle croisé d'au moins une partie de la région.
Étienne est un des douze barons qui siègent au conseil impérial. À Constantinople, il semble avoir rejoint la suite de Louis de Blois. Le 3 avril 1205, il est présent au siège d'Andrinople, qui est occupée par le tsar Kaloyan de Bulgarie. Il se joint à Louis et Renaud de Montmirail lors d'une expédition de pillage et, le 14 avril, tous trois sont tués alors qu'ils poursuivaient une force coumane. Cependant, selon la nécrologie de Chartres, son requiem est célébré le 17 avril.
La participation d'Étienne à la croisade et sa brève présence en Grèce sont racontées dans la chronique de Geoffroy de Villehardouin, ainsi que dans la Devastatio Constantinopolitana.